# دراسات جينية على البلغار

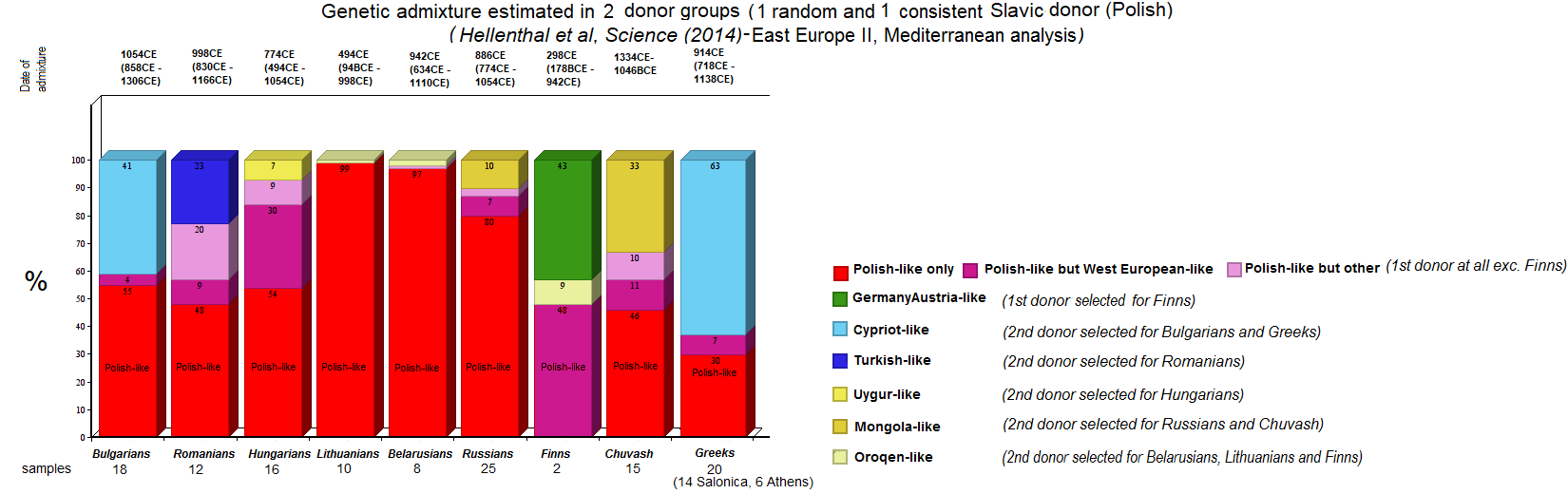
المساهمة التاريخية لمجموعات مصادر المانحين في الشعوب الأوروبية وفقًا لـ Hellenthal et al.، (2014). تم اختيار اللغة البولندية لتمثيل مجموعات المانحين الناطقين باللغة السلافية من العصور الوسطى والتي يُقدر أنها تشكل 97٪ من السلالة في بيلاروسيا ، و 80٪ في الروس ، و 55٪ في البلغار ، و 54٪ في الهنغاريين ، و 48٪ في الرومانيين ، و 46٪ في تشوفاش و 30٪ في اليونانيين.

البلغار جزء من المجموعة العرقية اللغوية السلافية نتيجة هجرات القبائل السلافية إلى المنطقة منذ القرن السادس الميلادي والاستيعاب اللغوي اللاحق للسكان الآخرين.
إن ظاهرة الطبقات الجينية المتميزة في الغرب والشرق والجنوب السلاف تعني ضمناً عدة آليات، بما في ذلك الاستيعاب الثقافي للسكان الأصليين من قبل حاملي اللغات السلافية كآلية رئيسية لانتشار اللغات السلافية إلى شبه جزيرة البلقان. حوالي 55٪ من الإرث الجيني البلغاري هو متوسطي، نصفه تقريبًا يشبه القوقاز والشرق الأوسط وبدرجة أقل علم الوراثة في شمال إفريقيا. من خلال الجمع بين جميع خطوط الأدلة، يُقترح أن الجزء الأكبر من التباين الجيني داخل Balto-Slavic يمكن أن يُعزى بشكل أساسي إلى استيعاب المكونات الجينية الإقليمية الموجودة مسبقًا، والتي تختلف بالنسبة للشعوب الغربية والشرقية والجنوبية الناطقة بالسلافية.

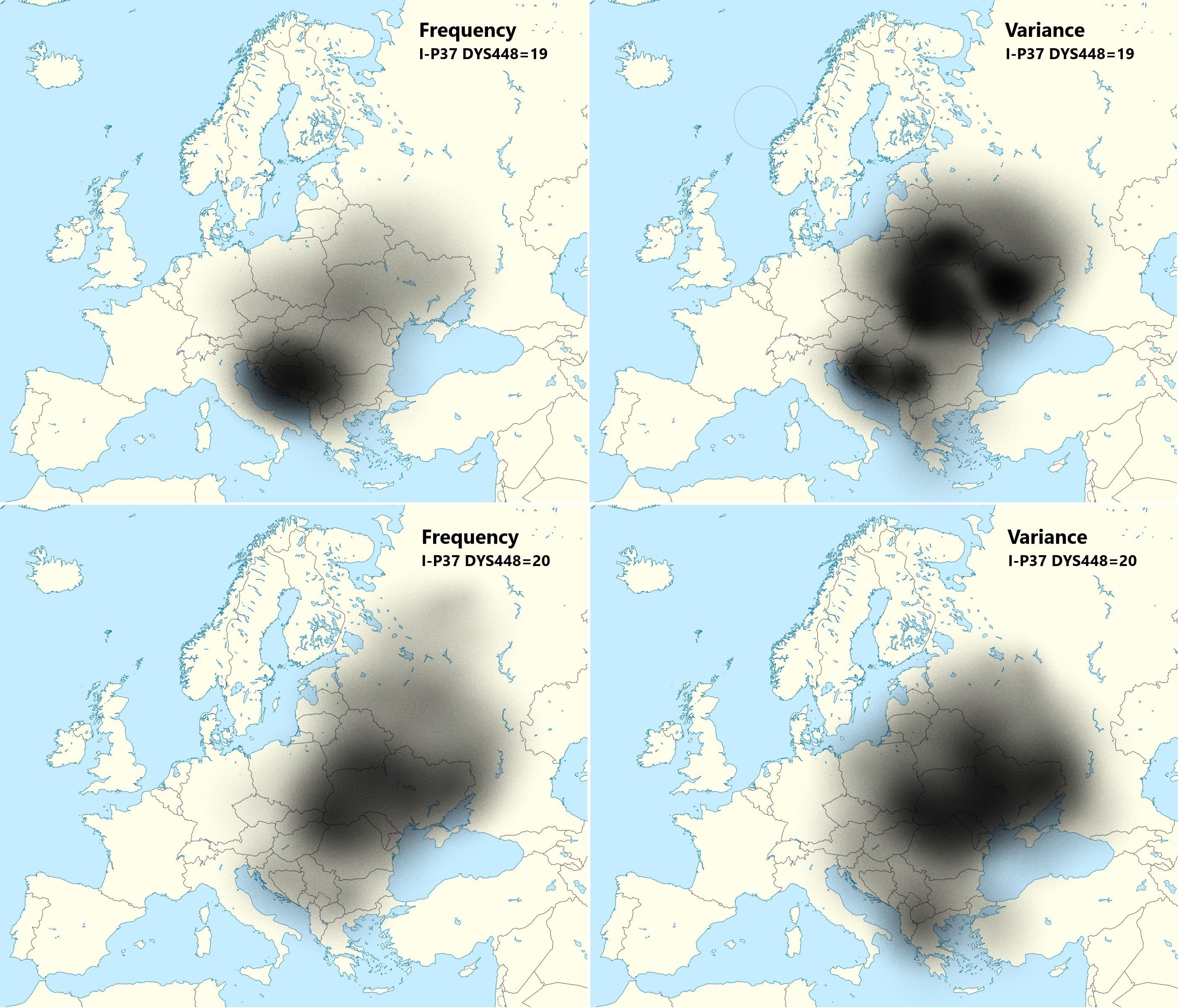
التوزيع التقريبي للتردد والتباين لمجموعات هابلوغروب I-P37 ، أسلاف "دنيبر-كارباثيان" (DYS448 = 20) والمشتقة "البلقان" (DYS448 = 19: ممثلة بواسطة SNP I-PH908 واحد) ، في أوروبا الشرقية لكل OM Utevska (2017).